# Piet Jansen (politicus)
Piet Jansen (Almelo, 3 maart 1951) is een Nederlands politicus. Hij was tussen 2002 en 2011 lid van het College van Gedeputeerde Staten van Overijssel, met als portefeuille Landelijk Gebied.

## Biografie
Na afronding van de middelbare school volgde Jansen een aantal vakopleidingen, waaronder een HBO-opleiding Hoger Bestuursambtenaar. Hij volgde tevens de Kaderschool van het CDA.
Zijn eerste werkervaring deed hij op bij Justitie (parket) in Almelo. Vervolgens werkte hij  bij de gemeenten Rijssen en Hellendoorn, voornamelijk in leidinggevende functies.
Na enkele jaren bestuurslid van CDA Overijssel te zijn geweest, werd Jansen in 1995 lid van Provinciale Staten van Overijssel. Tijdens de eerste Statenperiode was hij secretaris van de CDA-Statenfractie en woordvoerder voor onder meer bestuurlijke organisatie (stadsprovincie Twente en gemeentelijke herindeling). In 1998 was hij verkiesbaar voor de Tweede Kamer op plek 41 waarmee hij 2.750 stemmen behaalde. Van 1999 tot maart 2002 was Jansen fractievoorzitter. In maart 2002 werd hij lid van het college van Gedeputeerde Staten van Overijssel, met de portefeuille Landelijk Gebied, Landbouw en Water. Na ruim negen jaar stopte hij eind april 2011. Sinds eind 2011 is hij onder meer voorzitter van de Overijsselse Ombudscommissie die voor 17 gemeenten en een aantal gemeenschappelijke regelingen optreedt als Overijsselse Ombudsman. Ook is hij, naast andere bestuurlijke functies, vicevoorzitter van de raad van toezicht van Trias Jeugdhulp en voorzitter van de Algemene Kerkenraad van de Protestantse Gemeente Nijverdal.

## Persoonlijk
Jansen woont in Nijverdal. Hij was aanvankelijk lid van en actief binnen de Gereformeerde Gemeenten. Afkomstig uit een SGP-nest, was hij eerst enkele jaren lid van de RPF en later het CDA. Kerkelijk is hij sinds begin jaren '90 lid van de Hervormde gemeente, nu Protestantse Gemeente Nijverdal.